# 大鬧廣昌隆 (電影)
《大鬧廣昌隆》是1993年上映的一部香港驚悚愛情電影，由鄭丹瑞、陶君薇、吳大維、青山知可子主演，為陳果執導的首部電影。本片入圍第13屆香港電影金像獎最佳攝影。

## 劇情
1950年，鄭明寶是麗的呼聲街市行情DJ，某天，他的朋友陳七託他走私藥品，鄭明寶走私藥品時遇上警察追捕，期間意外跌落海中被一把偶然飄來的雨傘救起，更認識了原本躲在傘裡面的女鬼方茵，方茵要求鄭明寶帶她回去傷心地廣昌隆飯店找她的負心丈夫報仇。隨後鄭明寶將其坎坷遭遇在電台廣播劇中播出，大受歡迎及受台長讚賞，並求方茵多留幾日繼續講出她的愛情故事。在節目中，方茵講述了自己的一段被負心漢欺騙、慘遭情敵迫害致死的過程。原來，她本來是從南洋來香港接管廣昌隆飯店的繼承人，偶然邂逅了警察馬光燊並墮入愛河。但是，馬光燊其實是個花花公子，幾次三番傷害了方茵純潔的感情。特別是當他的情婦戴夢登堂入室後，更是把傷心欲絕的方茵逼上了絕路，某夜，馬光燊乘方茵不在與情婦往還，被回家的方茵撞破，最後方茵被推下樓慘死，死後其鬼魂就附在一把雨傘裡。鄭與方人鬼之間，由互相試探，關懷變成知交，但方深知時日無多，乘鄭熟睡後含淚黯然離去，帶著仇恨之火向著廣昌隆進發…

## 人物角色
| 角色名稱 | 演員       | 粵語配音 | 備註               |
| -------- | ---------- | -------- | ------------------ |
| 鄭明寶   | 鄭丹瑞     | 鄭丹瑞   | 電台DJ             |
| 方 茵    | 陶君薇     | 何嘉麗   | 女鬼               |
| 馬光燊   | 吳大維     | 王書麒   | 警察，方茵的丈夫   |
| 戴 夢    | 青山知可子 | 何錦華   | 馬光燊情婦         |
| 蕾 莎    | 顧美華     |          | 鄭明寶同事         |
| 蕭 洒    | 蕭 亮      | 蕭 亮    | 麗的呼聲台長       |
| 陳 七    | 黎彼得     | 黎彼得   | 走私犯，鄭明寶朋友 |
| 算命先生 | 梁家輝     | 黃志成   | 客串演出           |

## 電影歌曲
| 曲別   | 歌曲               | 作曲   | 作詞   | 編曲          | 演唱   |
| ------ | ------------------ | ------ | ------ | ------------- | ------ |
| 主題曲 | 〈你的夢, 我的夢〉 | 林敏怡 | 潘源良 | 趙增熹 林敏怡 | 陳慧嫻 |
| 主題曲 | 〈薔薇之戀〉       | 鄺天培 | 周聰   |               | 尹芳玲 |

## 獎項
| 年份 | 頒獎典禮             | 獎項     | 名字           | 結果 |
| ---- | -------------------- | -------- | -------------- | ---- |
| 1994 | 第13屆香港電影金像獎 | 最佳攝影 | 鍾志文、敖志君 | 提名 |

## 外部連結
- 香港影庫上《大鬧廣昌隆》的資料（繁體中文）
- 開眼電影網上《大鬧廣昌隆》的資料（繁體中文）
- 豆瓣电影上《大鬧廣昌隆》的資料 （简体中文）
- 时光网上《大鬧廣昌隆》的資料（简体中文）
- AllMovie上《大鬧廣昌隆》的资料（英文）
- 互联网电影数据库（IMDb）上《大鬧廣昌隆》的资料（英文）